# 侯圻
侯圻（？年—？年），鄉試榜名侯慎，字固菴，號晉垣，四川省順慶府營山縣人，嘉慶十三年戊辰恩科順天鄉試舉人，辛未科進士，歷任江西星子縣、都昌縣；浙江泰順縣、麗水縣、壽昌縣知縣，乙酉江西鄉試同考試官，甲辰浙江鄉試同考試官，敕授文林郎。